# Ajka vasútállomás
Ajka vasútállomás egy Veszprém vármegyei vasútállomás, Ajka településen, a MÁV üzemeltetésében.
A belterület délkeleti részén helyezkedik el, közúti megközelítését a 7308-as útból 4,5 kilométer megtétele után kelet-északkelet felé kiágazó, 500 méter hosszú 73 305-ös út biztosítja.

## Vasútvonalak
Az állomást az alábbi vasútvonalak érintik:
- Székesfehérvár–Szombathely-vasútvonal

## Kapcsolódó állomások
A vasútállomáshoz az alábbi állomások vannak a legközelebb:
- Városlőd-Kislőd vasútállomás (Székesfehérvár–Szombathely-vasútvonal)
- Ajka-Gyártelep megállóhely (Székesfehérvár–Szombathely-vasútvonal)

## Forgalom
| Járat                          | Útvonal | Gyakoriság   |
| ------------------------------ | --- | ------------ |
| személyvonat                   | Budapest-Déli – Budapest-Kelenföld (← Gárdony) – Székesfehérvár – Várpalota – Pétfürdő – Öskü – Hajmáskér – Veszprém – Ajka (← Ajka-Gyártelep ← Devecser ← Somlóvásárhely ← Tüskevár ← Karakószörcsök ← Kerta ← Boba ← Nemeskocs ← Celldömölk) | Napi 1 pár   |
| személyvonat                   | Veszprém – Márkó – Herend – Szentgál – Városlőd – Városlőd-Kislőd – Ajka – Ajka-Gyártelep – Devecser – Somlóvásárhely – Tüskevár – Karakószörcsök – Kerta – Boba – Nemeskocs – Celldömölk – Kemenesmihályfa – Nagysimonyi – Ostffyasszonyfa – Sárvár – Porpác – Vép – Szombathely | Napi 3-4 pár |
| Citadella nemzetközi InterCity | Budapest-Déli – Budapest-Kelenföld – Székesfehérvár – Várpalota – Pétfürdő – Veszprém – Ajka – Jánosháza – Ukk – Zalabér-Batyk – Zalaszentiván – Zalaegerszeg – Zalalövő – Őriszentpéter – Hodoš (Őrihodos) – (Mačkovci (Mátyásdomb) →) Murska Sobota (Muraszombat) – Lipovci (Hársliget) – Ljutomer mesto (← Ivanjkovci) – Ormoz – Ptuj – Pragersko – Celje – Laško – (Rimske Toplice →) Zidani Most – Trbovlje – Zagorje – (Litija →) Ljubljana | Napi 1 pár   |
| Göcsej InterCity               | Budapest-Déli – Budapest-Kelenföld – Székesfehérvár – Várpalota – Pétfürdő – Veszprém – Ajka – Jánosháza – Ukk – Zalabér-Batyk – Zalaszentiván – Zalaegerszeg | 2 óránként   |
| Bakony InterCity               | Budapest-Déli – Budapest-Kelenföld – Székesfehérvár – Várpalota – Pétfürdő – Öskü – Hajmáskér – Veszprém – Ajka – Devecser – Boba – Celldömölk – Sárvár – Szombathely | 2 óránként   |

## Érdekességek
- Az ajkai vasútállomás szerepel Szamos Rudolf Kántor a nagyvárosban című bűnügyi regényében, a történet szerint egy bűnöző (alapvetően uzsorás, de felbujtói minőségben komolyabb bűncselekményekkel is gyanúsítható férfi) és társai elfogása történt itt, a legendás nyomozókutya segítségével felderített, szövevényes bűncselekmény-sorozatok egyike ügyében.